# رنگینک-ژیان‌مرغ‌های کوچک
رنگینک-ژیان‌مرغ‌های کوچک (نام علمی: Tyranneutes) نام یک سرده از تیره رنگینک است.